# Таланов, Владимир Ильич
Владимир Ильич Таланов (9 июня 1933, Горький — 24 мая 2020, Нижний Новгород) — советский и российский физик, доктор физико-математических наук, профессор, академик РАН. Награждён орденом Трудового Красного Знамени (1989), медалью «300 лет Российскому флоту» (1996). Лауреат Ленинской премии (1988).
В. И. Таланов — представитель нижегородской радиофизической школы, автор теории самофокусировки волновых пучков в нелинейных средах.

## Биография
Владимир Ильич Таланов родился в городе Горьком. В 1955 году окончил радиофизический факультет Горьковского государственного университета им. Н. И. Лобачевского, по окончании поступил в аспирантуру к М. А. Миллеру, под руководством которого выполнил цикл работ по дифракции поверхностных электромагнитных волн. В этой области В. И. Таланов получил ряд строгих аналитических результатов, позволивших создать новый класс передающих антенн с высокой степенью направленности. По результатам этой работы он успешно защитил диссертацию в 1959 году и получил звание кандидата физико-математических наук. С 1957 года В. И. Таланов является сотрудником НИРФИ.
В начале 60-х годов В. И. Таланов обратился к проблеме распространения волн в открытых волноводах. В результате этих исследований им была разработана теория зеркальных волноводов. В это же время в связи с решаемой проблемой он осознал важность параболического уравнения в теории распространения волн, что вылилось в целый ряд работ в области квазиоптики.
Однако главные успехи В. И. Таланова связаны с работами в области нелинейной оптики. В начале 60-х годов были разработаны первые лазеры, в связи с чем встала проблема описания взаимодействия относительно мощных лазерных пучков с веществом. В 1962 году Г. А. Аскарьян указал на возможность наблюдения эффекта самофокусировки лазерного луча в нелинейных оптических средах. В 1964 году вышла теоретическая работа Таланова, в которой была сформулирована математическая модель этого явления. В этой работе им было получено автомодельное решение нелинейного параболического уравнения, описывающего распространение лазерного пучка в нелинейной среде. Для этого решения дифракция электромагнитного поля компенсировалась нелинейной самофокусировкой, в результате чего становилось возможным передача световой энергии на сверхдальние расстояния (значительно превышающие дифракционный предел). Позднее Талановым совместно с В. И. Беспаловым также было показано наличие фундаментальной неустойчивости плоской электромагнитной волны в нелинейной среде, так же обусловленная наличием самофокусировки.
Помимо этого Таланов принимал участие в проведении экспериментов в области нелинейной оптики, в частности, по изучению генерации спектрального континуума при фокусировке наносекундных лазерных импульсов в среде с электронной нелинейностью, а также по распространению мощного лазерного излучения в атмосфере.
За исследования явления самофокусировки электромагнитных волн в 1988 году В. И. Таланов был награждён Ленинской премией — одной из высших правительственных наград за крупные достижения в науке.
В 1977 году В. И. Таланов перешёл в недавно созданный Институт прикладной физики РАН, где вскоре стал директором отделения гидрофизики и гидроакустики. Здесь он в основном занимался исследованиями волновых процессов в океане. Им был разработан адиабатический подход к решению общей задачи взаимодействия волн с существенно различными временными и пространственными масштабами. Под его руководством были проведены пионерские работы по низкочастотной акустической локации океана. Также В. И. Талановым был предложен проект большого термостратифицированного бассейна — уникального гидрофизического сооружения, предназначенного для исследования внутренних волновых процессов в жидкости с переменными профилями температуры и солёности, имитирующей реальный океан. Этот проект был реализован в ИПФ РАН. Созданная установка входит в реестр уникальных установок России.
За исследования в области гидрофизики и гидроакустики В. И. Таланов в 1989 году был награждён орденом Трудового Красного Знамени, а в 1996 году — медалью «300 лет Российскому флоту».
По мнению сослуживцев В. И. Таланова:
Характерные черты научного стиля В. И. Таланова — умение быстро включаться в новую тематику, ставить и решать наиболее важные для её продвижения задачи.
Член Российского физического общества и Американского физического общества.
С 2003 года В. И. Таланов был советником РАН.
С 2009 года — член президиума Нижегородского научного центра.
Умер 24 мая 2020 года, похоронен на Бугровском кладбище Нижнего Новгорода.

## Преподавательская деятельность
В. И. Таланов являлся профессором кафедры электродинамики радиофизического факультета Нижегородского государственного университета. На этой кафедры он преподавал курсы по классической электродинамике, прикладной электродинамике, а также по асимптотическим методам в электродинамике.
В 1973—2002 годах Таланов являлся заведующим кафедрой.
В. И. Таланов являлся руководителем ведущей научной школы «Квазиоптические методы в теории дифракции, распространения и нелинейного самовоздействия и взаимодействия волн» и соруководителем научно-педагогической школы «Общая и прикладная электродинамика».

## Труды
Автор более 150 научных публикаций. В 1997 году вышла его совместная с С. Н. Власовым монография «Самофокусировка волн». В 2008 году к 75-летию учёного выпущен сборник избранных трудов.
Член редколлегии журнала «Известия вузов. Радиофизика».

## Награды
- Лауреат Ленинской премии (1988)
- Кавалер ордена Трудового Красного Знамени (1989)
- Награждён медалью «300 лет Российскому флоту» (1996)